# Бедолага Джордж
«Бедолага Джордж» — рассказ Роальда Даля. Также известен под названиями Джордж-Горемыка, Рыбка Джорджи, Джорджи-Порджи. Входит в сборник рассказов Kiss Kiss. Повествует о священнике Джордже, который страдает от преследований похотливых старых дев своего прихода.

## Экранизации
- «Непридуманные истории» сериал Великобритания (1979—1988). Режиссёр: Грэм Эванс. В ролях: Джон Алдертон, Джоан Коллинз.